# 村子 (小說)
《村子》（英語：The Hamlet）是威廉·福克纳的一部小说，是斯诺普斯三部曲的首部作品。该书原题《农民》，叙述了弗莱姆·斯诺普斯最初的生活。

## 写作
早在1926年冬天，福克纳就已开始写关于斯诺普斯家族的作品《亚伯拉罕父亲》，然而那部小说最终并未完成。1931年到1932年又陆续写了一些关于该家族的短篇，后来融合进《村子》之中。1932年在给朋友的信中提到他正在修改一部叫《农民》的作品，这个题目继承了巴尔扎克的同名作品。1939年，福克纳不停的写作这部作品，并决定改名为《村子》。4月他将部分书稿寄给了出版商哈斯。1940年4月1日小说正式出版，书前写道“献给菲尔·斯通”。

## 情节
《村子》描写了凡纳父子与弗莱姆·斯诺普斯的较量，背景设定在杰弗逊镇的偏远村庄法国人湾。威尔·凡纳是一个农场主、高利贷者、兽医，与儿子乔迪称霸当地。穷白人弗莱姆·斯诺普斯来到村里，为威尔雇用，成为乔迪的助手。弗菜姆骗取了凡纳老头的信任，虽然回乡商人拉迪克勒菲等人对弗莱姆抱有警惕，但弗莱姆靠种种手段成了威尔的女婿。凡纳的女儿尤拉风流成性，未婚先孕，乔迪说要杀死她的情夫，老太婆气得骂街，威尔只好把女儿嫁给弗莱姆。然而尤拉与弗莱姆并无感情，弗莱姆与威尔最终闹翻，他以尤拉的奸情为借口提出离婚。此时，凡纳家的产业由于弗莱姆榨取几乎耗尽，大宅也在偶然事故中倒塌。另一庄园主豪斯顿这时成为弗莱姆的主要对手。弗莱姆用尽手段与其明争暗斗，最后利用堂兄弟明克的私仇，挑唆他杀了豪斯顿。至此，弗莱姆终于得以称霸当地。

## 风格
《村子》分为四部：弗莱姆；尤拉；漫长的夏天；农民们。全书以一种冷静的现实主义笔调开场。书中时时有福克纳式的幽默，比如写尤拉怀孕的事情曝光后，乔迪逼问情夫的名字，尤拉却说：“别使劲推我，我不舒服。”凡纳太太大叫“我来收拾他，我要用烧火棍子一起收拾他们俩，那个挺着大肚子回来，这个又在家里叫啊骂啊，我正要睡一点午觉！”凡纳老头却冷静克制，筹划为女儿肚里的孩子找到合法的父亲。
整部作品弥漫着一股梦幻般的情调，比如斯诺普斯下地狱的寓言、明克在1940年代的神奇旅行。《星期六评论》上发表的评论文章中写道，该书“从第一页到最后一页都保持着对读者强大的吸引力。”